# Dianagrafie

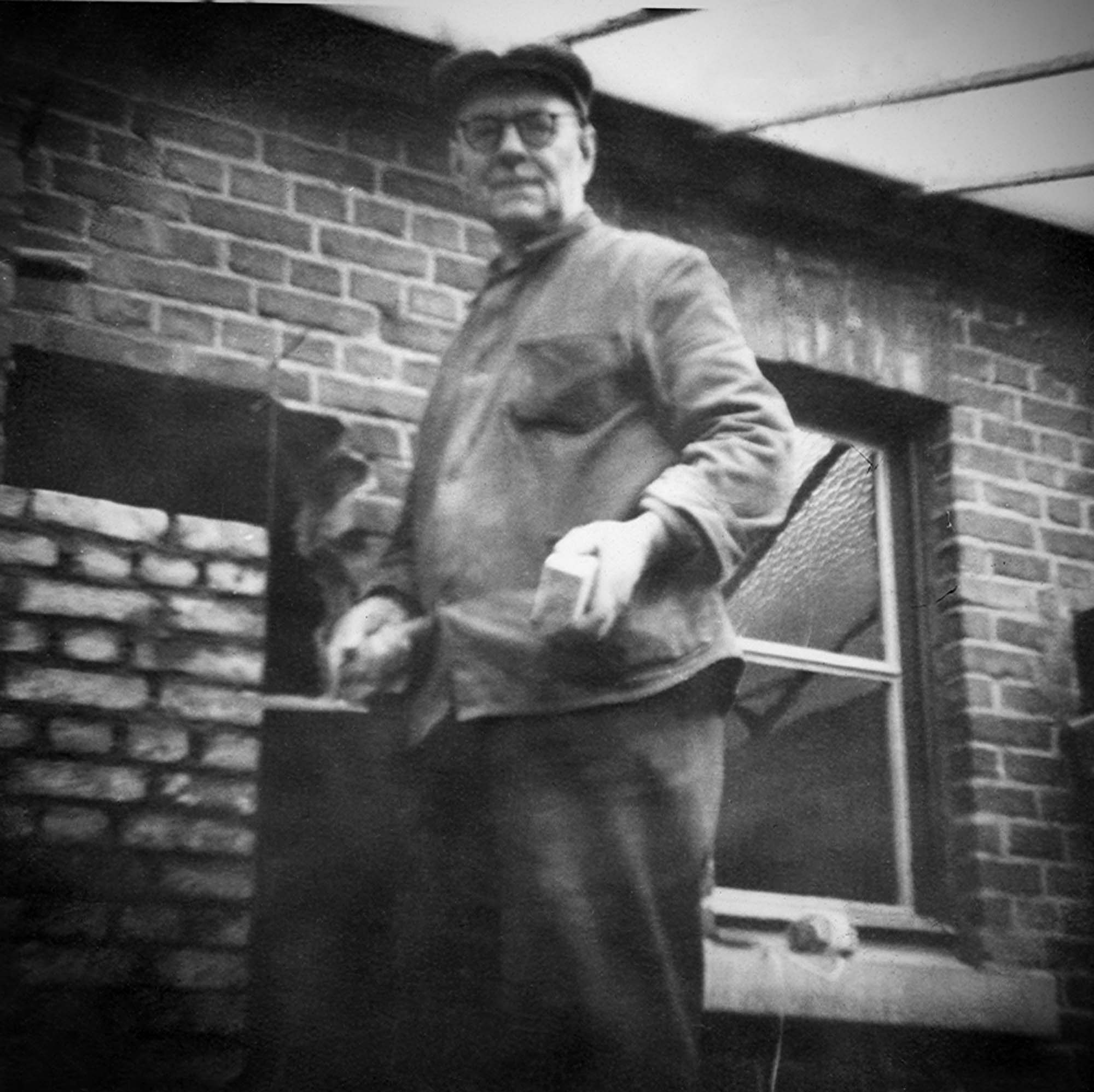
Voorbeeld van dianagrafie.

Een dianagrafie is een foto die gemaakt is met de Diana, een plastic speelgoedcamera die in de jaren 60 in grote aantallen geproduceerd werd in Hongkong. De onvolmaakte constructie van de camera bepaalt in hoge mate het aparte karakter van de foto's die ermee werden gemaakt. Dianagrafieën hebben de volgende kenmerken: het formaat is vierkant (negatief 4,5 x 4,5 cm op rolfilm van het type 120), de foto is in mindere of meerdere mate gevignetteerd, geen enkel onderdeel van de foto is scherp, en vaak zijn delen van de foto gesluierd door lichtlekken.